# Kanton Vouziers
Vouziers is een kanton van het Franse departement Ardennes.

## Geschiedenis
Tot 22 maart 2015 omvatte het kanton 15 gemeenten. Op die dag werden de aangrenzende kantons Buzancy en Le Chesne, die ook tot het arrondissement Vouziers behoorden, en het kanton Raucourt-et-Flaba, dat tot het arrondissement Sedan behoorde, opgeheven en de gemeenten werden opgenomen in het kanton Vouziers. De gemeenten Bourcq, Contreuve, Falaise, Grivy-Loisy, Longwé, Mars-sous-Bourcq, Sainte-Marie en Vrizy werden overgeheveld naar het aangrenzende kanton Attigny. Hiermee kam het totaal aantal gemeenten in het kanton op 54, 42 in het arrondissement Vouziers en 12 in het arrondissement Sedan.
Op 1 januari 2016 fuseerden Les Alleux, Le Chesne en Louvergny tot de huidige gemeente Bairon et ses environs. Hierdoor nam het aantal gemeenten in het kanton met twee af. Op diezelfde dag fuseerde Chéhéry, dat sinds 22 maart 2015 deel uitmaakte van het kanton Sedan-1, met Chémery-sur-Bar tot de huidige gemeente Chémery-Chéhéry, die onder het kanton Vouziers bleef vallen. Op 1 juni 2016 gingen de gemeenten Terron-sur-Aisne en Vrizy op in de gemeente Vouziers. Hierdoor nam het aantal gemeenten in het kanton Vouziers met één af. Op 5 maart 2020 werden de communes déléguées Chéhéry en Vrizy ook weer opgenomen het kanton Vouziers, waardoor de gemeenten Chémery-Chéhéry en Vouziers weer geheel deel uitmaken van het kanton.

## Gemeenten
Het kanton Vouziers omvat tegenwoordig de volgende gemeenten:
- Angecourt
- Les Grandes-Armoises
- Les Petites-Armoises
- Artaise-le-Vivier
- Authe
- Autruche
- Bairon et ses environs
- Ballay
- Bar-lès-Buzancy
- Bayonville
- Belleville-et-Châtillon-sur-Bar
- Belval-Bois-des-Dames
- La Berlière
- La Besace
- Brieulles-sur-Bar
- Boult-aux-Bois
- Briquenay
- Bulson
- Buzancy
- Chémery-Chéhéry
- La Croix-aux-Bois
- Fossé
- Germont
- Haraucourt
- Harricourt
- Imécourt
- Landres-et-Saint-Georges
- Maisoncelle-et-Villers
- Le Mont-Dieu
- Montgon
- La Neuville-à-Maire
- Noirval
- Nouart
- Oches
- Quatre-Champs
- Raucourt-et-Flaba
- Remilly-Aillicourt
- Saint-Pierremont
- Sauville
- Sommauthe
- Stonne
- Sy
- Tailly
- Tannay
- Thénorgues
- Toges
- Vandy
- Vaux-en-Dieulet
- Verpel
- Verrières
- Vouziers